# Канна (рослина)
Ка́нна, кана (Canna) — єдиний рід рослин монотипної родини канових (Cannaceae) із порядку імбироцвіті. Рід нараховує близько 50 видів, поширених в основному в Центральній і Південній Америці. Представники роду ростуть на відкритих сонячних місцях, на вологих, багатих гумусом ґрунтах, по берегах річок і струмків, на приморських рівнинах та в гірських ущелинах.

## Ботанічний опис
Канна — багаторічна трав'яниста рослини з розгалуженим кореневищем і великими листками, розташованими дворядно на вкорочених стеблах. Квітки канни різко асиметричні. Вони великі, 4-8 см у діаметрі, яскраві, переважно жовті, оранжеві або червоні. Лише деякі види мають білі квіти. Квіти канни двостатеві, тричленні, із еліптичними або ланцетними приквітками. Плоди кан — тригнізді коробочки, що мають овальну або циліндричну форму. Вони дозрівають протягом 30-40 днів. На поверхні плода є характерні бородавчасті соковиті вирости, які потім висихають і опадають, оболонка при цьому стає тонкою, і коробочки повільно розтріскуються у верхній третині або до половини, вивільняючи круглі, чорні насінини завширшки 6-10 мм, розташовані двома вертикальними рядами в кожному гнізді.

## Використання
Канни з давніх часів культивувалися індіанцями тропічної Америки через крохмалисті кореневища, які вживаються в їжу у печеному вигляді. Кореневища деяких видів канни містять до 27% крупнозернистого крохмалю, відомого в торгівлі під назвою «квінслендський аррорут». Стебла і листя рослин йдуть на корм худобі. Крім країн Латинської Америки, канну культивують також в Індії, Індонезії, Австралії та на Гавайських островах.

## Деякі види
- Canna amabilis T. Koyama & Nb. Tanaka
- Canna bangii Kraenzl.
- Canna coccinea Blanc.
- Canna compacta Rosc.
- Canna discolor
  - Canna discolor var. discolor (Lindl.) Nb.Tanaka
  - Canna discolor var. rubripunctata Nb.Tanaka
  - Canna discolor var. viridifolia Nb.Tanaka
- Canna flaccida Salisb.
- Canna glauca L.
  - Canna glauca var. siamensis (Kraenzl) Nb. Tanaka
- Canna indica L.
  - Canna indica var. flava (Roscoe ex Baker) Nb. Tanaka
  - Canna indica var. maculata (Hook) Nb. Tanaka
  - Canna indica var. sanctae-rosae (Kraenzl.) Nb.Tanaka
  - Canna indica var. warszewiczii (A.Dietr.) Nb.Tanaka
- Canna iridiflora Ruiz & Pav.
- Canna jacobiniflora T. Koyama & Nb. Tanaka
- Canna jaegeriana Urban.
- Canna liliiflora Warsc. ex Planch.
- Canna paniculata Ruiz & Pav.
- Canna patens Rosc.
- Canna pedunculata Sims.
- Canna plurituberosa T. Koyama & Nb. Tanaka
- Canna speciosa Rosc.
- Canna stenantha Nb. Tanaka
- Canna tuerckheimii Kraenzl.
- Canna variegatifolia Ciciar.

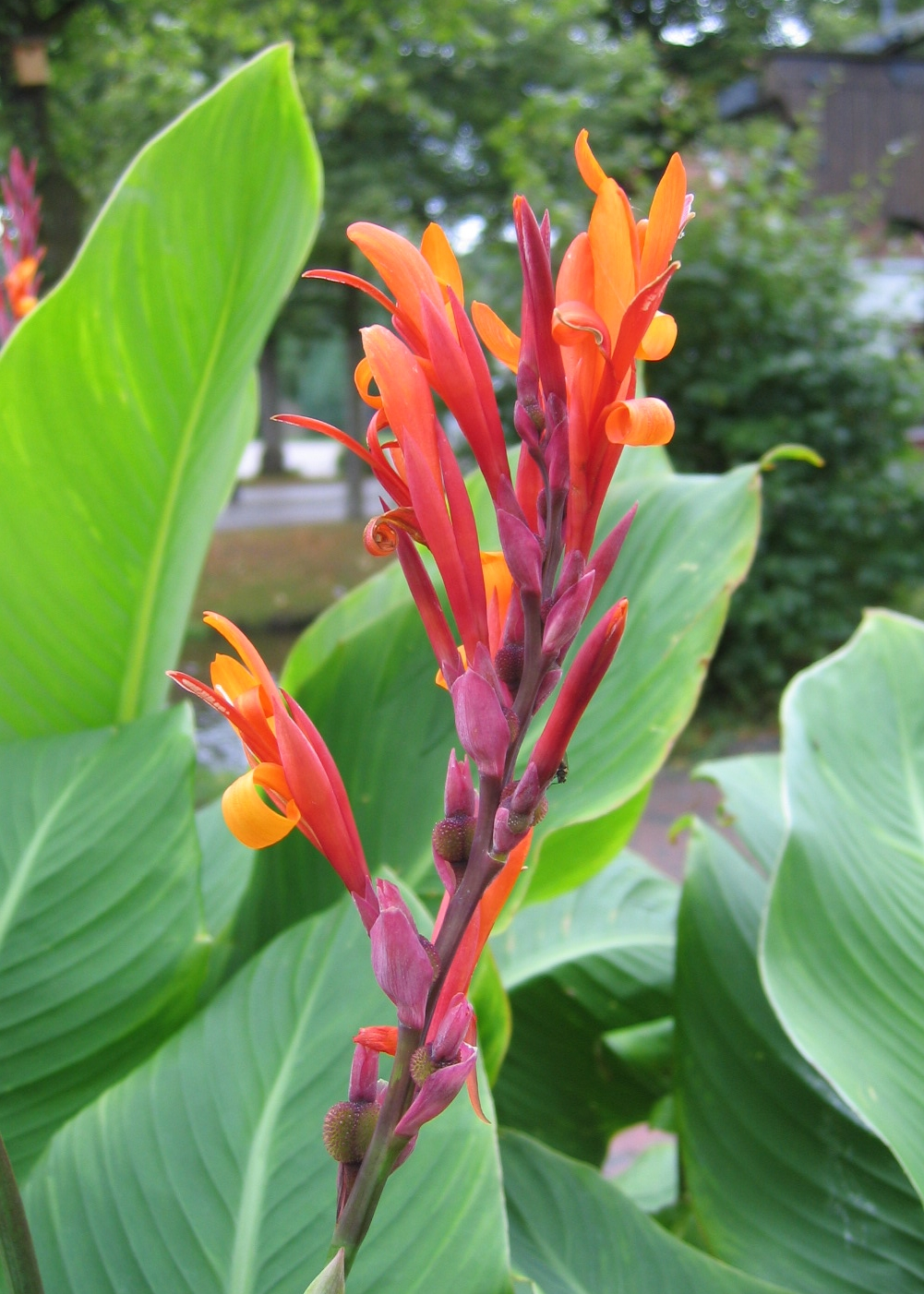
Canna indica
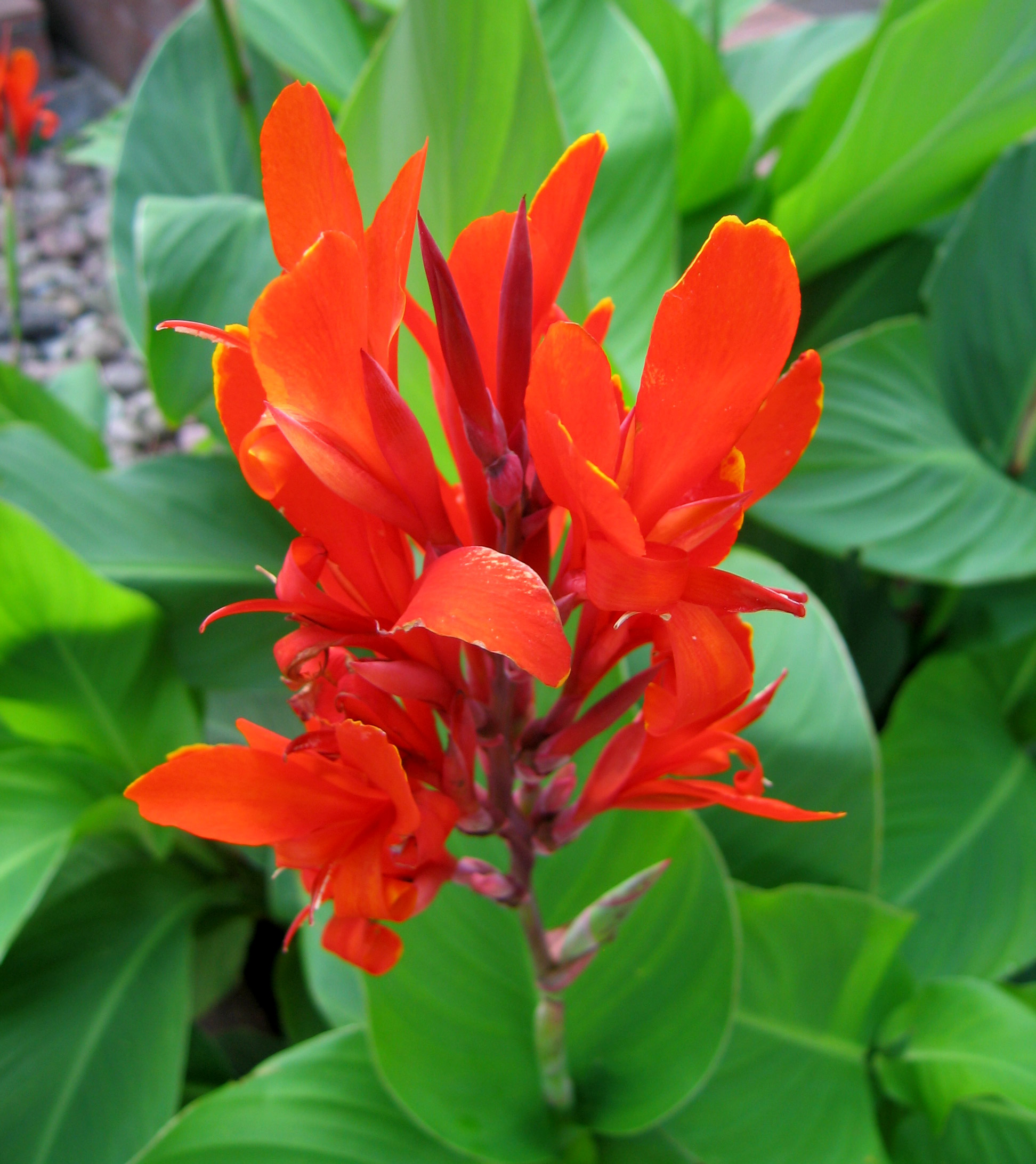
Canna indica
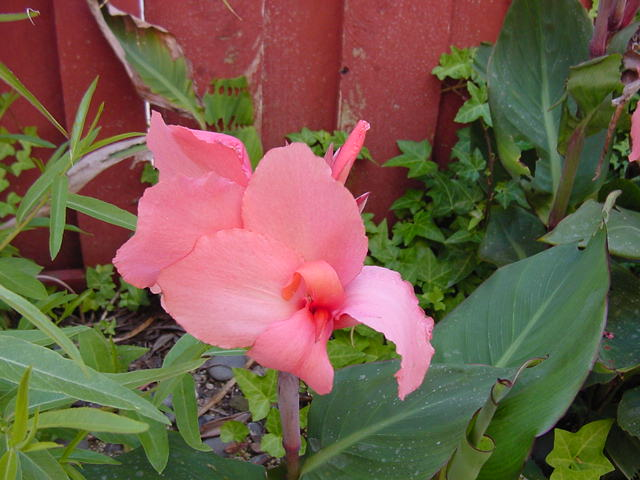
Canna liliiflora
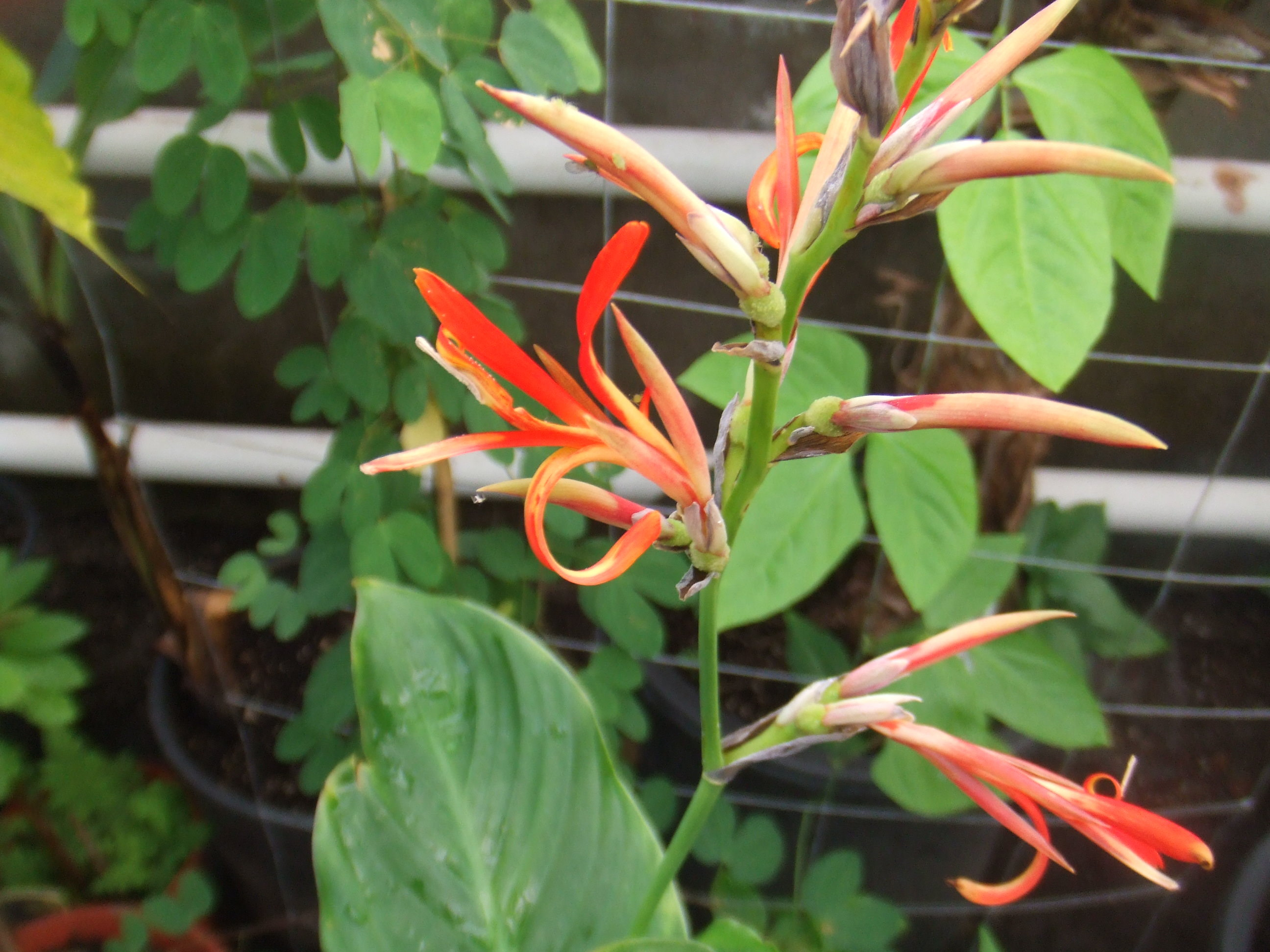
Canna brasiliensis